# Langstraat (Gdańsk)

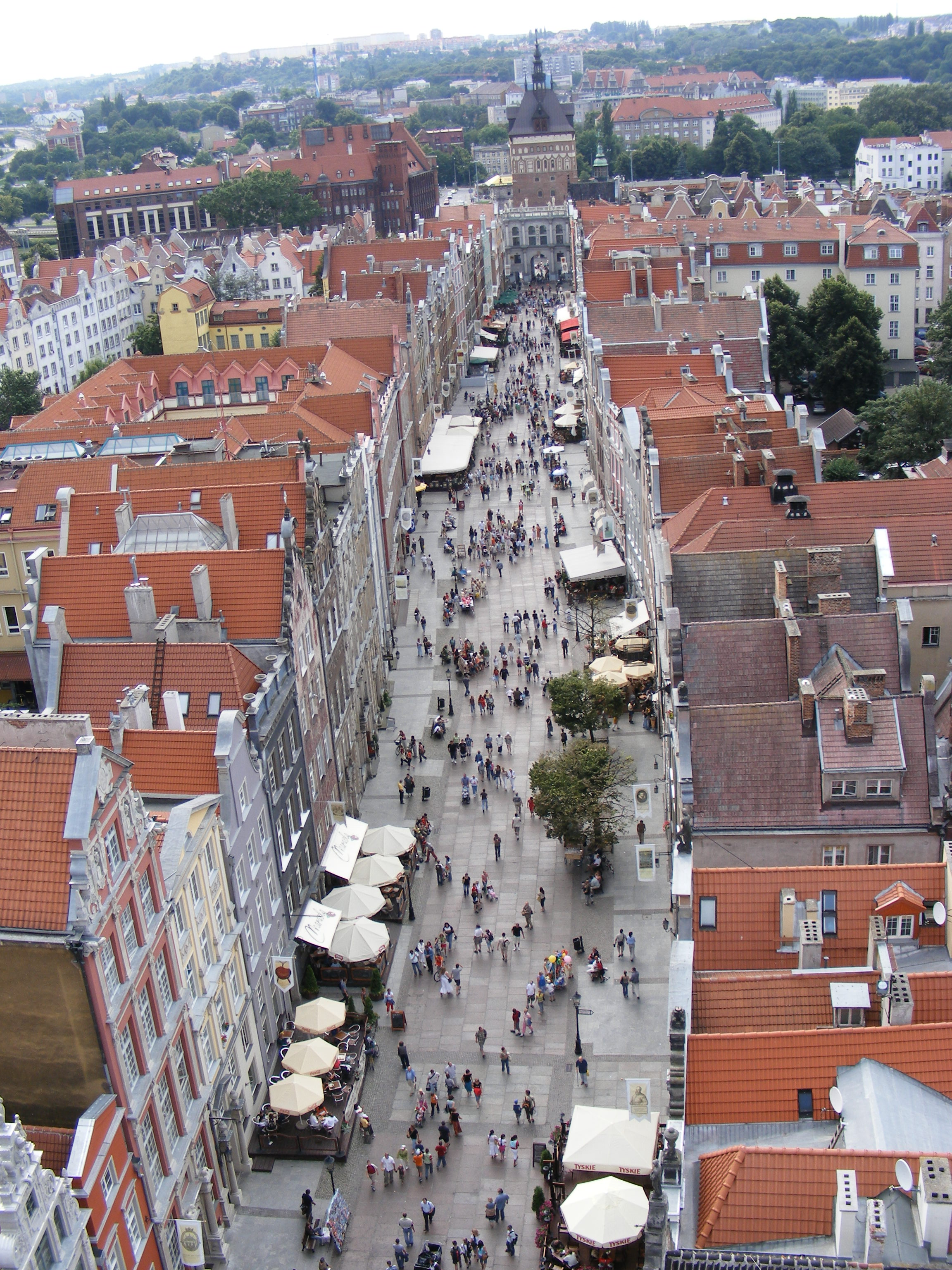
Blik op de Langstraat vanaf het Rechtsstadsraadhuis in de richting van de Gouden Poort

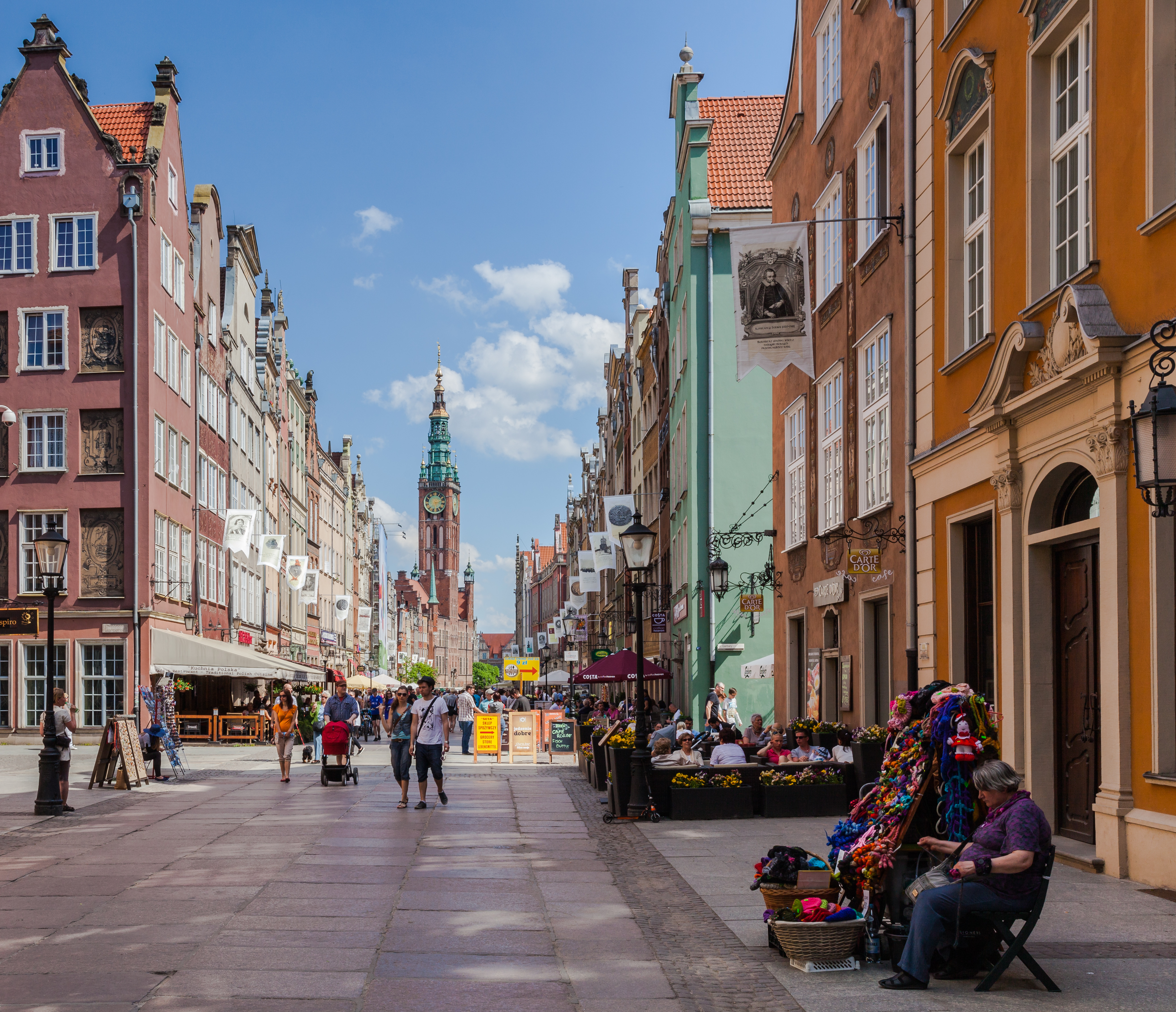
De Langstraat. Op de achtergrond het Rechtsstadsraadhuis

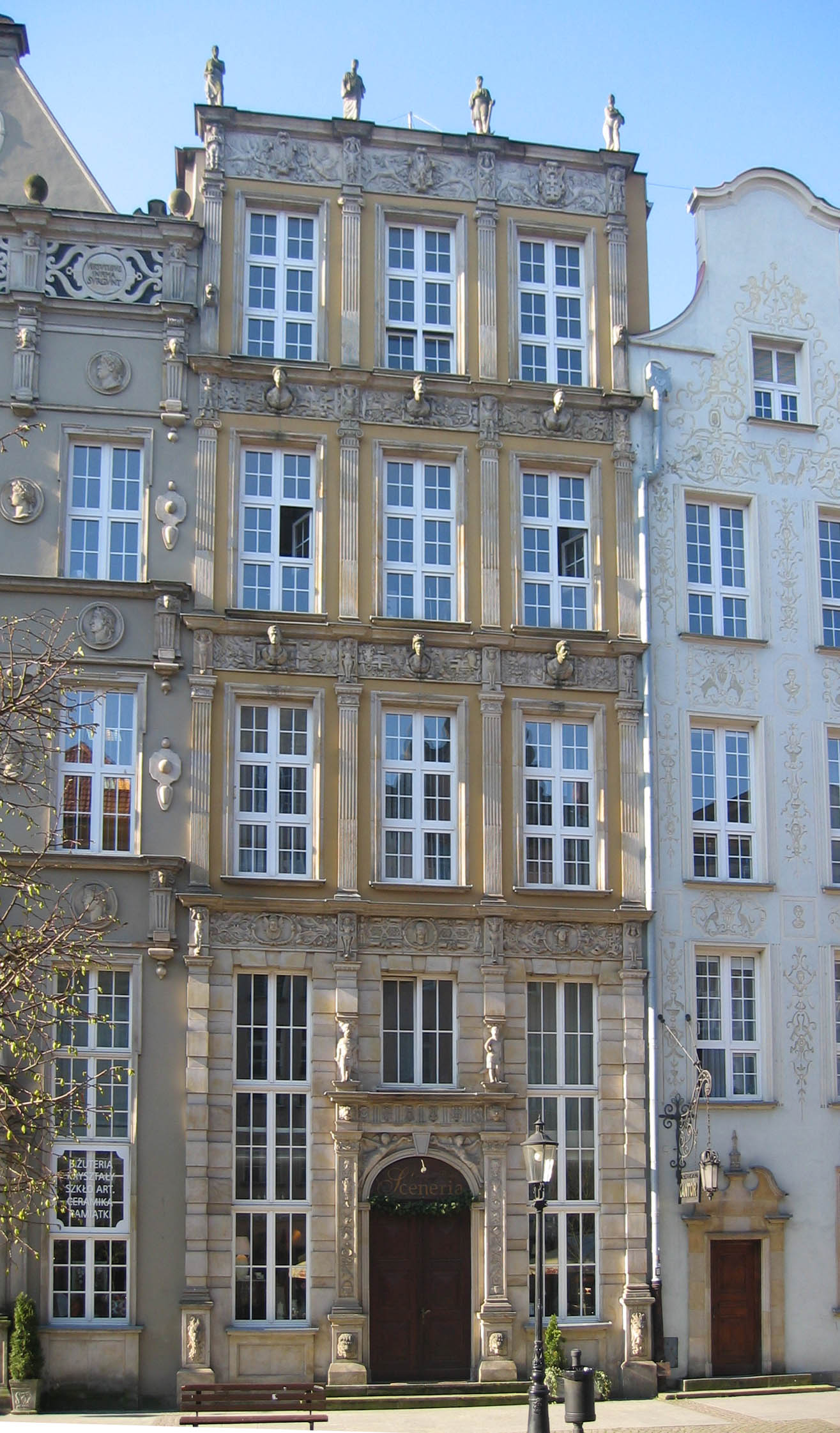
Het Ferberhaus, Langstraat 28

De  Langstraat (Duits: Langgasse of Lange Gasse; Pools: ulica Długa) is een straat in het centrum van het stadsdeel Rechtsstad in de Poolse stad Gdańsk. De straat begint aan de westkant bij de Gouden Poort en verbreedt zich aan de oostkant tot de Lange Markt (Pools: Długi Targ). De Langstraat en de Lange Markt worden samen wel Koningstraat (Duits: Königstraße, Pools: Droga Królewska) genoemd. De Koningstraat ligt in een voetgangersgebied.

## Geschiedenis
In de 13e eeuw was de Langstraat een weg die diende als handelsroute en uitkwam op een ovaalvormig marktplein. In deze tijd was de straat min of meer de hoofdstraat van Gdańsk. Toen de stad was overgenomen door de Duitse Orde en was herdoopt in Danzig, bleef dat zo. Vanaf 1331 wordt de straat in officiële documenten betiteld als Longa Platea. Overigens golden de Langstraat en de Lange Markt samen als één straat. De Longa Platea liep van de Gouden Poort naar de Groene Poort.
Van oudsher vormden de Langstraat en de Lange Markt het gebied waar de rijkere burgers woonden. De bewoners waren patriciërs, rijke kooplui en hoogwaardigheidsbekleders. De naam Koningstraat gaat terug op parades uit de jaren 1457-1552, vooral de intocht van koning Casimir IV van Polen in 1457. De stad was in die tijd, hoewel Duits, schatplichtig aan de Poolse koning.
Het uiterlijk van de straat veranderde in de loop der eeuwen nogal eens. In de 19e eeuw verdwenen de bordessen voor de huizen, het laatste in 1872. De Langstraat en de Lange Markt kregen in 1882 een plaveisel van uit Scandinavië geïmporteerde kasseien. Later kreeg de straat ook een tram. In de 20e eeuw werden veel woonhuizen omgebouwd tot bedrijfspanden.
De straat kwam volledig vernield uit de Tweede Wereldoorlog. Danzig werd nu onder de naam Gdańsk een Poolse stad. De Langstraat werd in de jaren vijftig opnieuw opgebouwd. De kasseien en de tramrails werden verwijderd; de tram keerde niet terug in de straat. Onder de kasseien bleken granieten tegels te liggen.

## Bekende gebouwen in de Langstraat
Alle bouwwerken langs de Langstraat moesten na de Tweede Wereldoorlog opnieuw worden opgebouwd. Daarvan zijn de bekendste: 
- het Czirenberg-Haus (Pools: Kamienica Czirenbergów)
- het Ferberhaus (Pools: Dom Ferberów)
- het Löwenschloss (Pools: Lwi Zamek)
- het Schumannhaus (Pools: Dom Schumannów)
- het Uphagenhaus (Pools: Dom Uphagena)